# GO!GO!ACKMAN
『GO! GO! ACKMAN』（ゴーゴーアックマン）は、鳥山明による日本の漫画。『Vジャンプ』（集英社）において、1993年7月号から1994年10月号まで不定期に連載された。全11話。

## 概要
悪魔の少年アックマンが人を殺そうとするがなかなか上手くいかず、ライバルである天使との攻防や、他の悪魔との交流などを描いたギャグ漫画。ジャンプ・コミックス『鳥山明○作劇場』VOL.3や『鳥山明 満漢全席 壹』に収録されている。
1994年にはVジャンプフェスタで15分の短編アニメ化され、スーパーファミコンやゲームボーイなどでゲーム化も行われた。
また、『Vジャンプ』において1994年11月号から1996年2月号まで、原作・監修：鳥山明、作：小山高生、絵・入好さとるによるセルコミックが連載された。
鳥山は本作について、「描いていて少し楽しかった作品で、話も短いため完全に嫌になる前に終われて楽だった」と語っている。

## 登場人物

### 主要人物
アックマン
声 - 浦和めぐみ
200歳。50年間眠り続けていた悪魔の王子。鋭い目つきと坊ちゃん刈りがトレードマーク。人間の魂を集めて大魔王に献上し、その累計のポイント×100の額をお金に替えて一家の生活費にしている。原作漫画では物欲に任せて殺戮を行おうとしているものの、アニメでは自分で稼いだ金を全て両親に渡して好きなものを買うように勧めているシーンがあり、親孝行な一面が描かれている。
王子としての無駄なプライドが邪魔して、殺す相手や方法を選り好みするために天使が問題を起こさないとなかなか成果を挙げられていない。これは悪魔が直接人間を殺すと魂の評価額が半減するため、労力の割に得られる収入が少ないことも基因する。また、ほとんどの場合、事故や天使くんが大量虐殺してしまうなど、偶発的に得られた魂を回収しているため、原作では自発的に殺害したのはヤキモ・ヘーデル1人だけであった。
剣や銃器の扱いが得意で戦闘力は高いが、非常に初心であり若い女性（特にエロ系）やイヤラシイものに弱い。
天使くん
声 - 鉄炮塚葉子
アックマンをライバル視している天使。一人称は「オレ」だが、ゲームでは「ボク」の時もある。根は悪くないのだがアックマンを憎悪するあまり重火器やミサイル、果ては殺し屋などを使って彼を殺そうとするがいつも失敗し、逆に多くの死者を出してしまいアックマンに利用されている。ついには警察から200万円のおたずねものになった。アニメでは、さらに脱獄の罪も加わり賞金の額が500万に上がっていた。
結果として作中で最も多くの人間を殺しており、あまり直接人を殺せないアックマンにとっては良い商売相手。
ゲームでは、兄が登場する。スーパーファミコン版3作目では、殺人の冤罪をきせられ、アックマンと共闘して陥れた天界警察と戦う。
ゴードン
声 - 島田敏
アックマンの相棒で羽を生やした小型の悪魔。魂を回収するための瓶を常に持ち歩いている。アックマンに仕えるような態度でアックマンのことを「さま」づけで呼んでいる。

### 魔界
マージョ
455歳。アックマンが（金目当てで）惚れている悪魔の女。強い男が好きで、デデビルという恋人がいる。
重火器などで効率よく無慈悲に人間を殺しまくり、常に多くの魂を集めるエリート。大魔王に魂を多く献上したため、通常の額に加え、特別賞与を貰うこととなった。スーパーファミコン版3作目では、金目当てに天界警察に寝返ってアックマンを捕らえようとする。
大魔王さま
アックマンたち悪魔のボス。自らの栄養とするために下級悪魔の集めてきた魂を買い取っており、魂ポイントが高いほどそれに比例して多くのエネルギーを得ることができる。魂ポイントは善良な人間（幼女と若い母親で合計60ポイント）や女性（若くて美女なら20ポイントは堅いらしい）だったりすると高くなり、反対に高齢者（老婆が3ポイント）や下劣な人間（チンピラは2人でやっと4ポイント）だったりすると低くなるらしく、マージョのように直接自分で殺害すると点数は半減する。
かつて戦争や災害などで大量の死者が出ていた時代は、魂を大量に飲んでムキムキボディを誇っていたが、平和になった現代では見る影も無く痩せ衰え、愚痴も多くなっている。
アックマンの父
声 - 戸谷公次
髭を生やして尖った頭の男性でアックマンの父親。30年ほど前に戦争で死んだ魂を7万人集めて良い金になったらしい。
アックマンの母
声 - 川浪葉子
髪の毛を三重に束ねていてチャイナドレスを着ている女性。アックマンを大魔王のところに行って魂を金に換えてくるようにいった。ドラマ好きらしい。
メドサ
アックマンの姉で一話目のみ登場。服のセンスには詳しく、時代錯誤な格好をして外に出ようとしていた弟に服の助言をした。
デデビル
マージョの恋人。かなり大柄で強そうだが、ぺろぺろキャンディーをいつも舐めているなど幼稚。アックマンとの決闘であっさり敗北しマージョに振られる。

### 人間界
マイケル山田
サングラスをかけたスーツ姿の男性で、天使が雇った殺し屋。格闘技・射撃に加え書道の達人だが、1分で消費税込み3000円と高額なため、天使は5分しか頼めずアックマンに遅刻しないように念を押したが、アックマンはタコヤキを買い食いしたため遅刻して時間オーバーで対決できなかった。その後、帰り道にタコヤキをぶつかって落としたため、アックマンに蹴り倒されている。スーパーファミコン版のゲーム第1作では、アックマンの選択肢次第で戦うこともある。
ヤキモ・ヘーデル
声 - 江川央生
色黒で筋肉質の大柄な男性で格闘技の世界チャンピオン。天使は月々1万円、5年払いの計60万円のローンでアックマンを退治するよう依頼したが、アックマンにあっさり額を撃ち抜かれて射殺される。スーパーファミコン版2作目では生存しており、マイケル山田と手を組んでアックマンと対決するシナリオがある。その際は、額の恨みについて語っていた。
ジョセフィーヌ山本
声 - 上村典子
派手な格好をしたストリッパーで、アックマンはエッチな女に弱いという弱点を見抜いた天使が1万円で雇った刺客。派手な踊りでアックマンの戦意を喪失させて立てないほどにまでするが、下着を脱ぎ捨てた時、男性器があったためニューハーフだと気づかれ、天使はアックマンに殴り飛ばされた。アニメではその後アックマンに恫喝されて退散し、このエピソードを終えた所で完結している。スーパーファミコン版のゲーム1作目では、アックマンは喉仏で即座に男と見抜いたため躊躇なく攻撃し、あっさり倒した。スーパーファミコン版3作目では、マイケルとヘーデルと共闘してアックマンを倒そうと再登場する。
とよたろうの漫画『ドラゴンボール超』では、4巻にて亀仙人が持っていた回数券のイラストとしてカメオ出演している。
火星人
地球侵略のために円盤型のUFOでやってきた宇宙人（あまりにステレオタイプな蛸型のため、火星から来たと知ってアックマンは「何て安直な」と呆れていた）。地球を侵略しようとしてアックマンは喜んだが、アックマンを殴ってしまったため逆上したアックマンにあっさり2体とも殺害される。その際、アックマンは世界を平和にしたため後悔していた。

## ゲーム

### スーパーファミコン版
スーパーファミコン版は、以下の3作が発売されている。アックマンを操作し、剣や銃などの武器やアイテムを駆使して敵を倒して各ダンジョンをクリアしていく横スクロールアクションゲームである。3作目では、天使も操作できる。
スーパーファミコン版1作目は原作の話がいくらか使われているが、2作目からは完全オリジナルとなっており、3作目のエンドロール後ではまだ続くかのようなやり取りと「To be continued NEXT GO!GO!ACKMAN 4?」と表記されたが、それ以降は製作されることはなかった。
GO GO ACKMAN
スーパーファミコン、バンプレスト、1994年12月23日。
GO GO ACKMAN2
スーパーファミコン、バンプレスト、1995年7月21日。
GO GO ACKMAN3
スーパーファミコン、バンプレスト、1995年12月15日。
2013年11月7日発売のニンテンドー3DS用ソフト『バンダイナムコゲームスPRESENTS Jレジェンド列伝』にも収録された。

### ゲームボーイ版
ゴーゴーアックマン
ゲームボーイ、バンプレスト、1995年8月25日。
スーパーファミコン版とは異なり、見下ろし型のアクションゲームとなっている。
ファミコン通信クロスレビューでは6、5、5、5の26点。レビュアーは1980年代風のシステムでルールは簡単だが画面が狭く敵が多く登場して攻撃範囲も狭い、積極的に攻撃をしようとするとダメージを受けやすくイライラして同じ敵に連続で食らったりもするのは理不尽、消極的な攻撃方法になってしまう、一発逆転の要素が欲しかった、連続してドットを食っていくような爽快感はない、ステージは単調、主人公が弱い、ドットによるパワーアップは楽しいが技術がいる、飽きるのが早いが1日程度で全クリア可能なお手軽ゲームだとした。